# Ниязалиева, Дамира Абаскановна
Ниязалиева Дамира Абаскановна (род. 22 января 1960, с. Арал, Джумгальский район, Нарынская область) — киргизский государственный деятель. Депутат Жогорку Кенеша V созыва. Член Политсовета Социал-демократической партии Кыргызстана.

## Биография
- с 1977—1982 учёба в Алма-Атинском государственном медицинском институте
- с 1982 преподаватель фармакологии и латинского языка в Токмакском медицинском училище, с 1983 преподаватель кафедры технологии лекарственных средств.
- с 1989 частный предприниматель, с 1996 генеральный директор ОсОО «АМАНАТ»
- с 2007 депутат Жогорку Кенеша, с 2008 член Комитета по этике и регламенту Жогорку Кенеша Кыргызской Республики.
- так же с 2007 член Странового многосекторального координационного комитета по социально значимым и особо опасным инфекционным заболеваниям при Правительстве Кыргызской Республики
- с 7 апреля 2010 и. о. министра здравоохранения Временного Правительства КР
- С октября 2010 года по декабрь 2014 года — депутат Жогорку Кенеша V созыва. Председатель Комитета Жогорку Кенеша по социальной политике.
- С 26 декабря 2014 года — вице-премьер-министр Кыргызской Республики.